# BBC Scottish Symphony Orchestra
Het BBC Scottish Symphony Orchestra (ook wel BBC SSO) is een van de vijf symfonieorkesten van de BBC, in dit geval voor Schotland. Thuisbasis is Glasgow, de Glasgow City Hall.

## Algemeen
Het orkest is gesticht als het BBC Scottish Orchestra in 1935 door Ian Whyte, een Schots componist en dirigent. Het verzorgt opnamen voor BBC Scotland en verzorgt publieke en educatieve concerten in Glasgow, maar ook in de rest van Schotland, het Verenigd Koninkrijk en daarbuiten. Het geeft regelmatig uitvoeringen in het kader van de Proms en festivals te Edinburgh, Cheltenham, Huddersfield en op de Orkneyeilanden. Het orkest heeft een platencontract met Hyperion Records. De huiscomponisten zijn anno 2007 Jonathan Harvey en Anna Meredith.

## Chef-dirigenten
In de jaren 1981, 1982, 1994 en 1995 had het orkest geen chef-dirigent:
- 1935-1946: Guy Warrack
- 1946-1960: Ian Whyte
- 1960-1965: Norman Del Mar
- 1965-1971: James Loughran
- 1971-1977: Christopher Seaman
- 1978-1980: Karl Anton Rickenbacher
- 1983-1993: Jerzy Maksymiuk (nu dirigent laureate)
- 1996-2002: Osmo Vänskä
- 2003-2009: Ilan Volkov
- 2009-: Donald Runnicles